# 張允言
張允言（1869年—1926年），字伯訥（一作伯納），幼名榮，直隸省遵化直隸州豐潤縣人，曾擔任大清銀行總監督。清朝政治人物、進士出身。

## 生平
光緒十五年（1889年），参加光緒己丑科殿試，登進士二甲123名。同年五月，著主事，分部学习。
光緒26年，八國聯軍佔領北京，慈禧太后逃到山西，張允言這個戶部小官追隨慈禧到西安避難。一年後，李鴻章與八國簽訂辛丑條約後，聖駕回鑾。回京後的兩年，張允言獲升為戶部郎中，類似現在的財政部長，官秩正五品。
光緒29年，慈禧下旨，命令外務部左侍郎載振與戶部右侍郎那桐，選帶戶部兩名司員，組成代表團，赴日本大阪參觀第五屆勸業博覽會，考察日本的銀行、金鎊及印花稅等情況。在日本參觀訪問期間，那桐與張允言、瑞豐參觀了日本與三井等多家銀行，並訪問大藏省，張允言更與瑞豐同日本銀行家進行座談，收集有關書刊及文件，了解近代銀行的規章制度與經營管理模式。回國後，張允言著手創建戶部造幣總廠，同時兼任財政處兼職提調，官職有提舉調度的意思，是經濟管理機構的高級官員。
兩年後，清廷為了整理幣制，成立大清戶部銀行，以負責鑄造貨幣及代理國庫等特殊業務，軍機大臣鹿傳霖舉薦張允言出任總辦，成為第一任國家行長，擬定了試辦戶部銀行章程32款。到了光緒32年，清廷因推行新政，戶部改稱度支部，戶部銀行因而改名為大清銀行。為了培養金融人才，後來更成立大清銀行學堂。
1911年10月10日，武昌起義爆發，是年12月25日，孫中山從美國經香港回國抵達上海；29日被選為中華民國臨時大總統。次年1月1日，孫中山在南京宣誓就職。此時除上海分行尚在支撐門面，大清銀行在各地的分支機構均已歇業。兩天後，南京中華民國臨時政府成立後，由吳鼎昌、葉揆初、宋漢章等發起成立大清銀行商股聯合會，請求將大清銀行改組。孫中山下令將大清銀行改組以行使中央銀行職能。1912年2月5日，在上海漢口路3號原大清銀行舊址，中國銀行開始營業。
張允言在辛亥革命後閒居天津，到1926年病逝。

## 家庭
有二子象昺、象昶。

## 外部連結
- 晚清重臣張人駿後人-向博捐獻文物[永久]